# サマルカンド駅
サマルカンド駅（ウズベク語: Samarqand vokzali）はウズベキスタンのサマルカンドにある、ウズベキスタン鉄道の駅。
なお、本稿では当駅に隣接するサマルカンド市電の鉄道駅電停（ウズベク語: Temir yo'l bekati）についても詳述する。

## 歴史
1880年から1891年にかけて、ロシア帝国の鉄道部隊が現在のトルクメニスタンとウズベキスタン中部にカスピ海横断鉄道を建設し、1888年5月にサマルカンドまで延伸・駅開業。
ソ連崩壊とウズベキスタン独立後、旧ウズベク・ソビエト社会主義共和国の一部であった中央アジア鉄道の一部はウズベキスタンに引き継がれ、現在はウズベキスタン鉄道の運営となっている。 2003年に最高時速160kmの旅客列車「レギスタン号」がサマルカンド-タシケント間で運行開始された。2011年には最高速度250 km/hの「アフラシヤブ号」がサマルカンド-タシケント間で運行開始され、2015年9月にはカルシまで、2016年9月にはブハラまで延長された。
2017年4月15日にサマルカンド市電1系統が開通。2018年3月には2系統も乗り入れる。

## 駅構造

### ウズベキスタン鉄道
単式ホーム1面1線と島式ホーム1面2線、合計2面3線のホームを有する地上駅。駅舎に入るには駅舎の外にセキュリティチェックの小屋がありそこを通過する必要がある。駅舎内には待合室の他、売店が設けられている。駅舎からは単式ホームの1番線にそのまま出ることができるが、2・3番ホームは駅舎内から地下通路を通ることになる。降車の場合は駅舎の中に入ることができず、単式ホームの1番線にある出口から出ることになる。

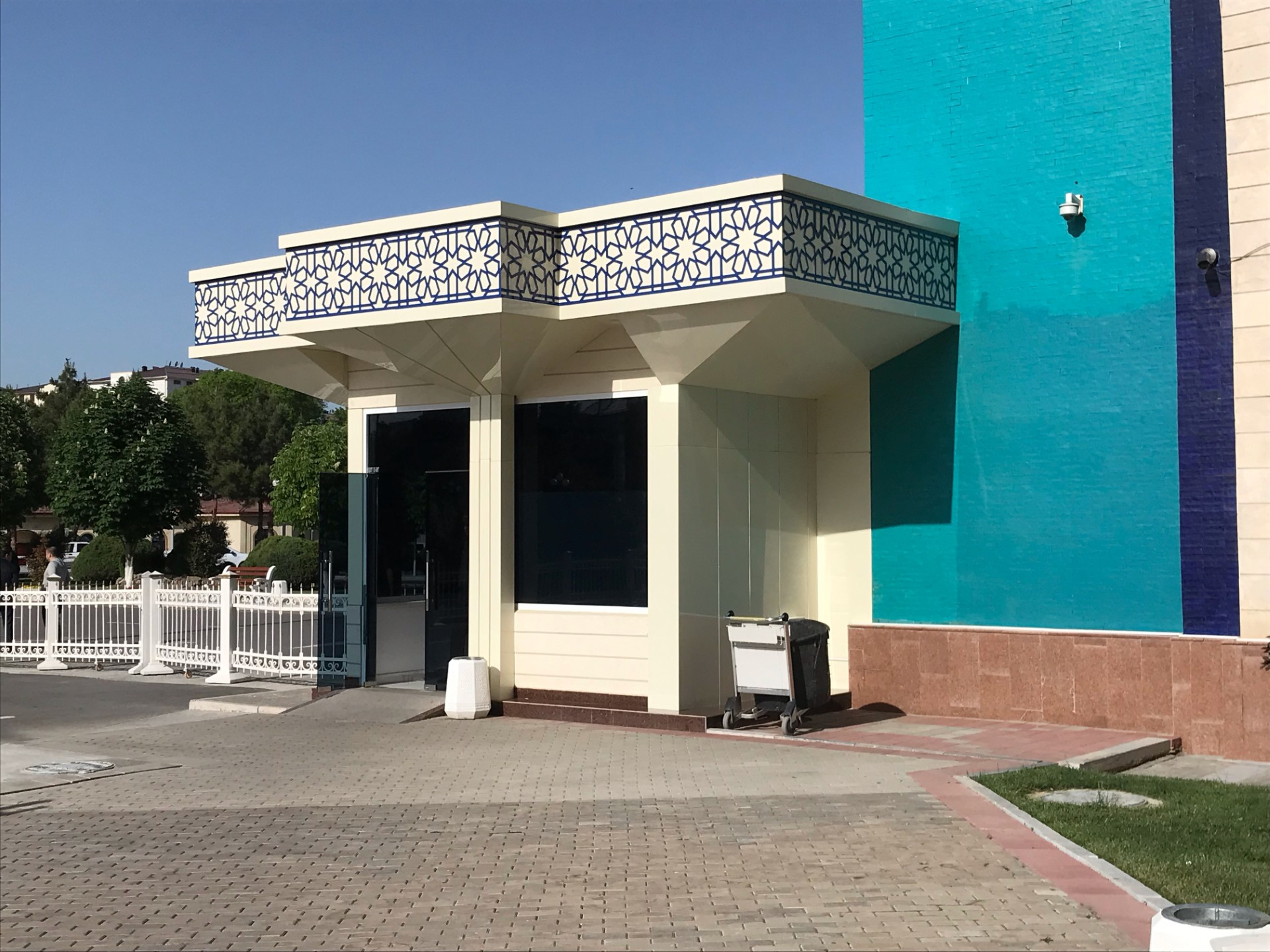
駅前のセキュリティチェックの小屋
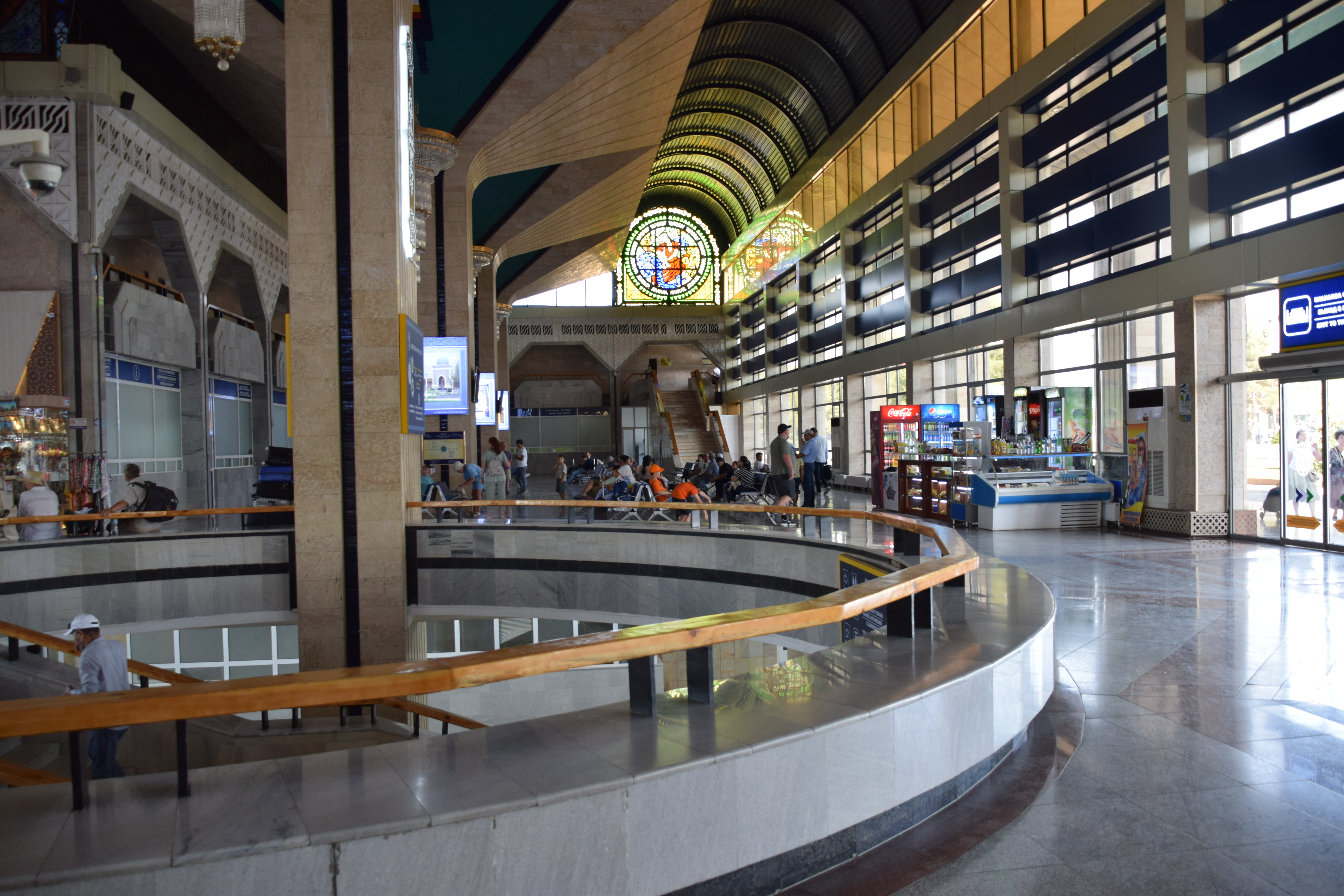
駅構内の様子
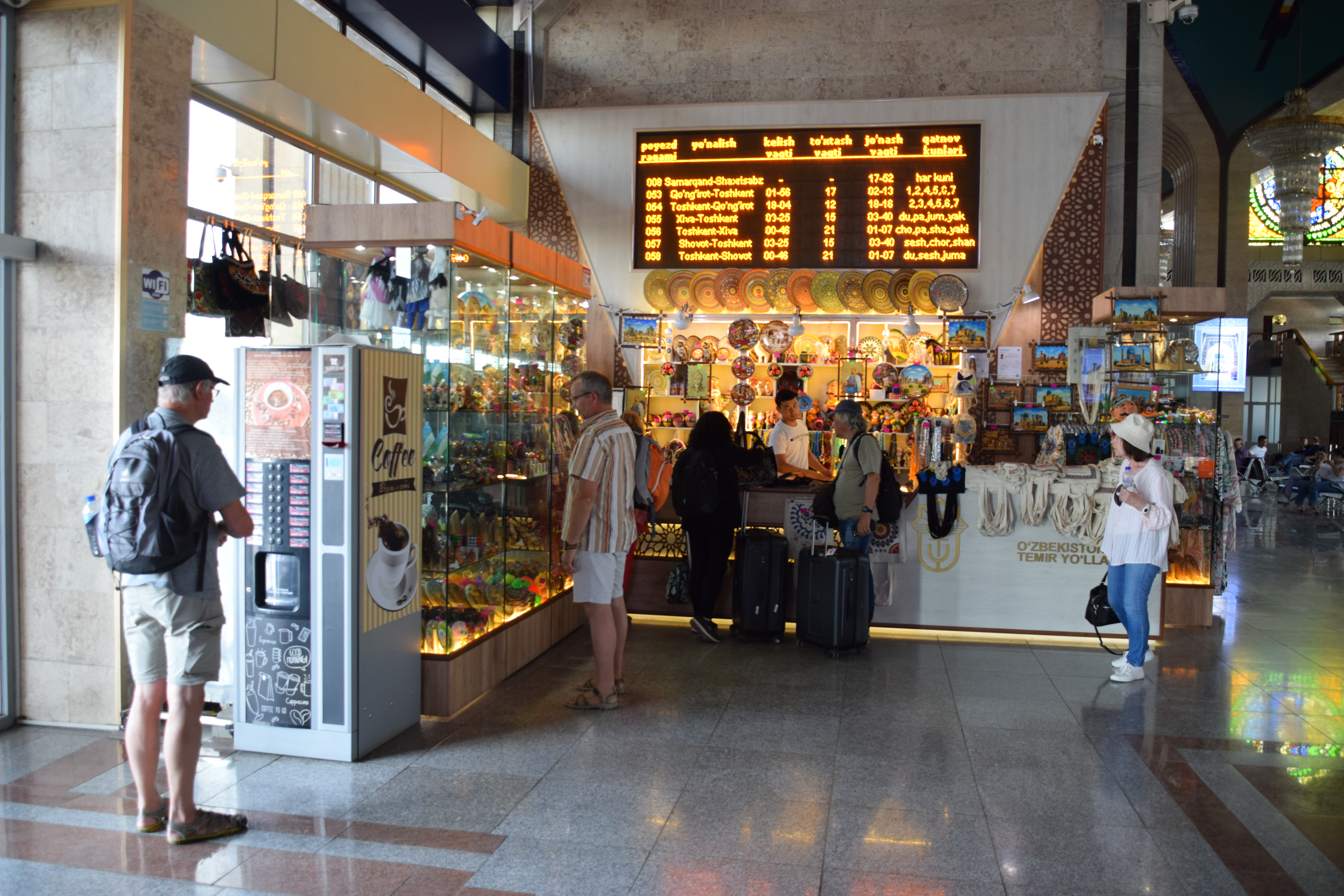
駅構内の売店
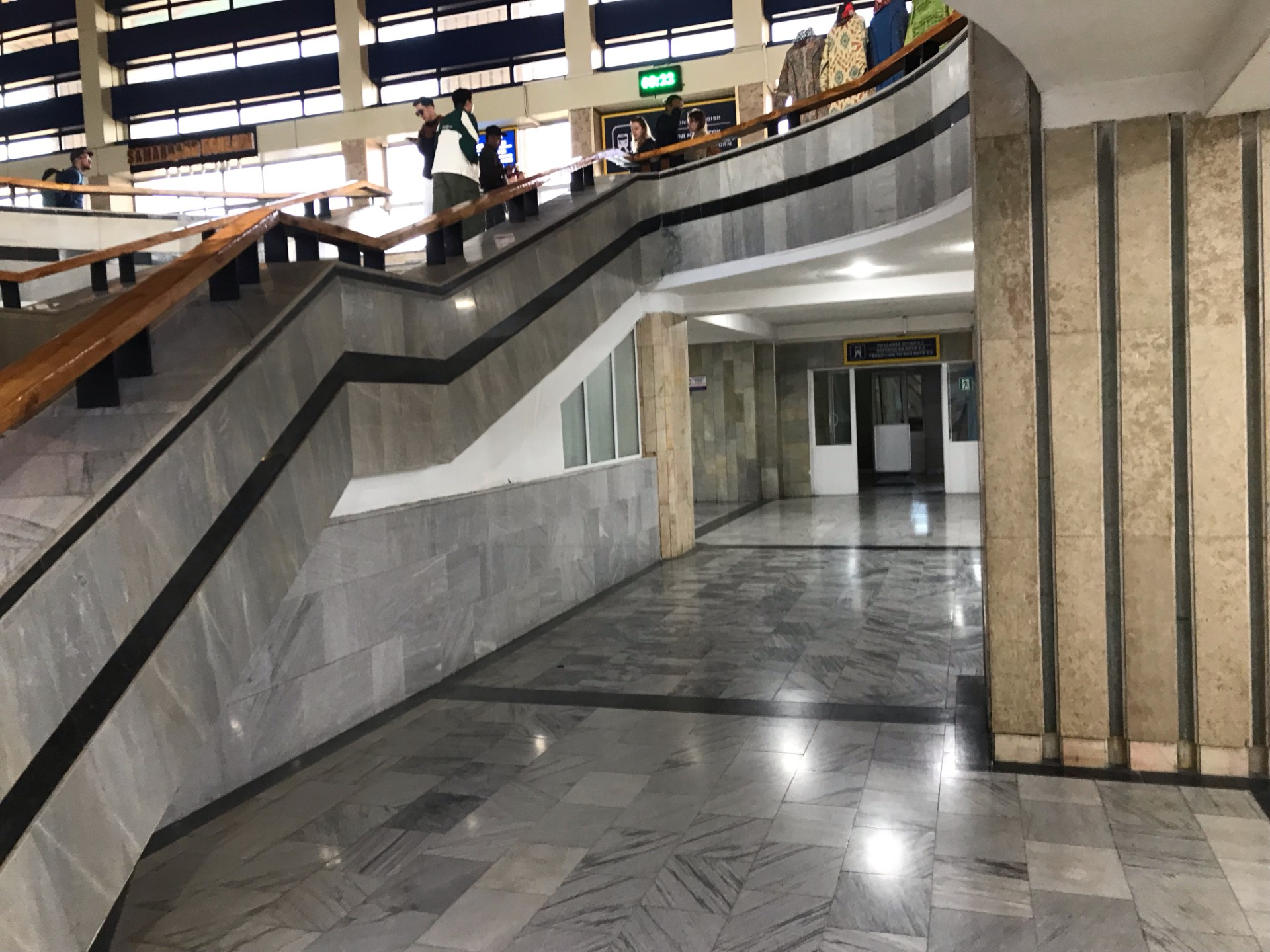
駅舎・ホーム間の地下通路入り口
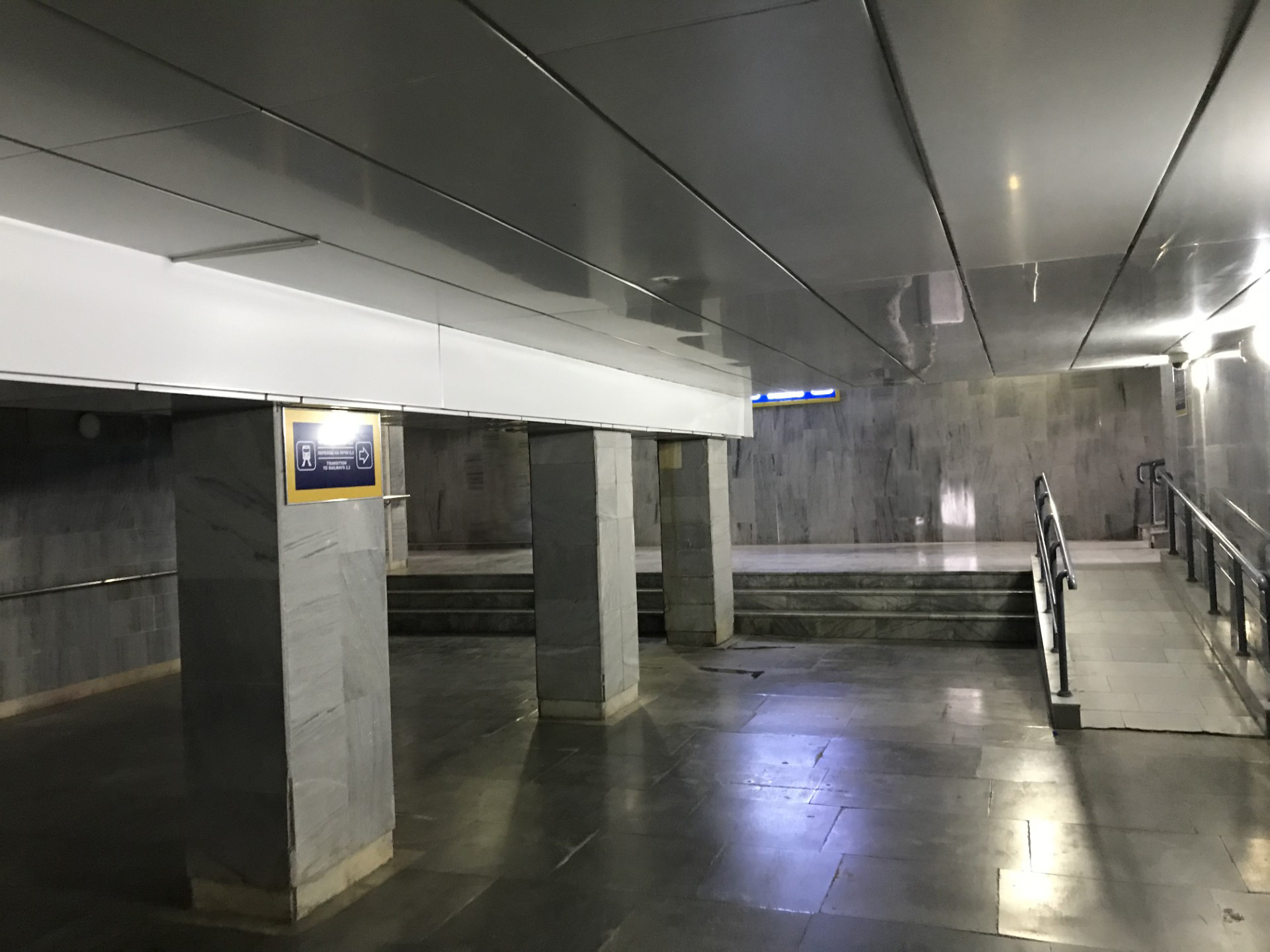
駅舎・ホーム間の地下通路
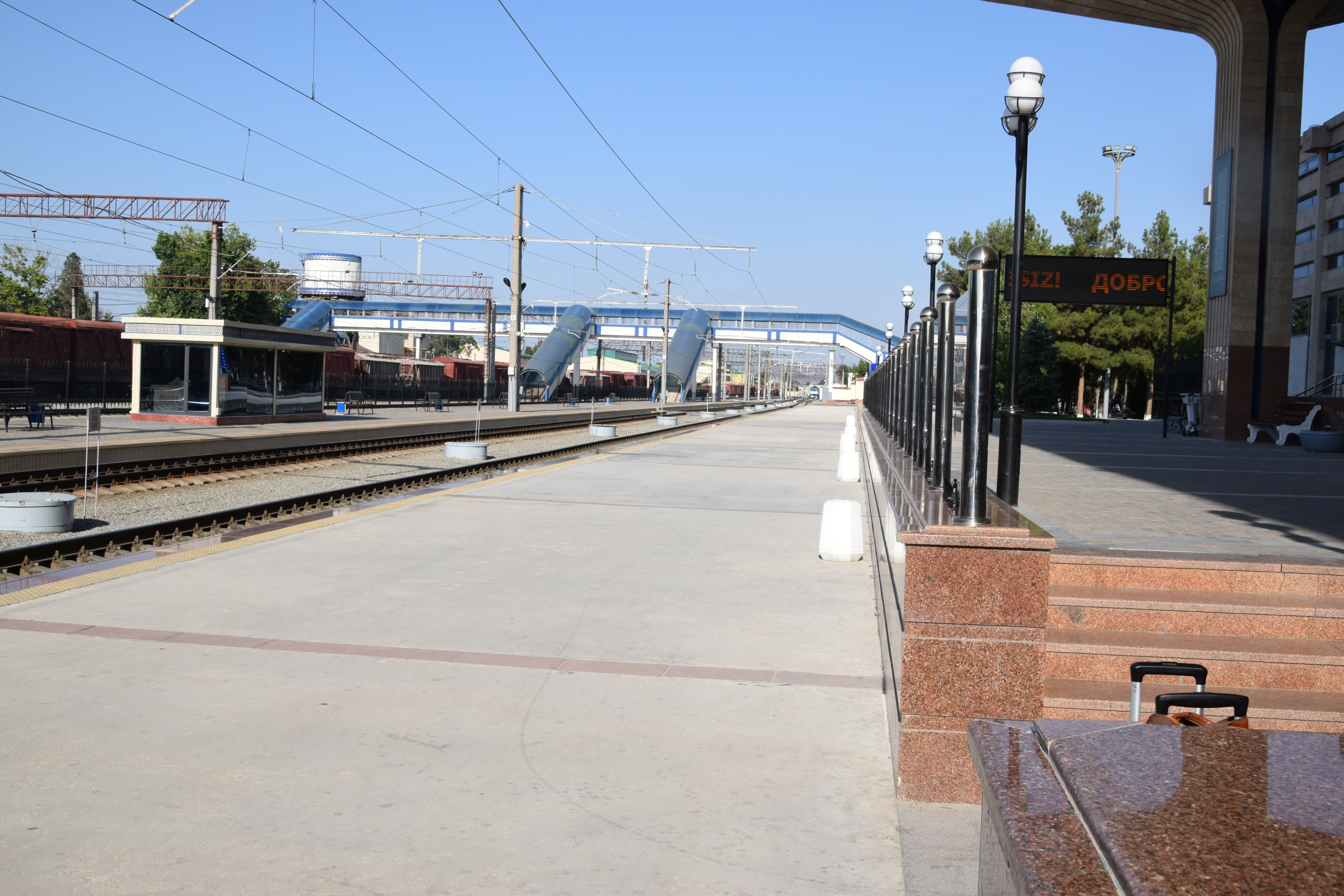
ホーム

### サマルカンド市電
ループ線上にある地上駅。明確なホームの位置が決まっていなく、売店付近に電車が停車する。ループ線の為、列車はホームで折り返さず、車両の進行方向を転換させることなく停車・出発する。

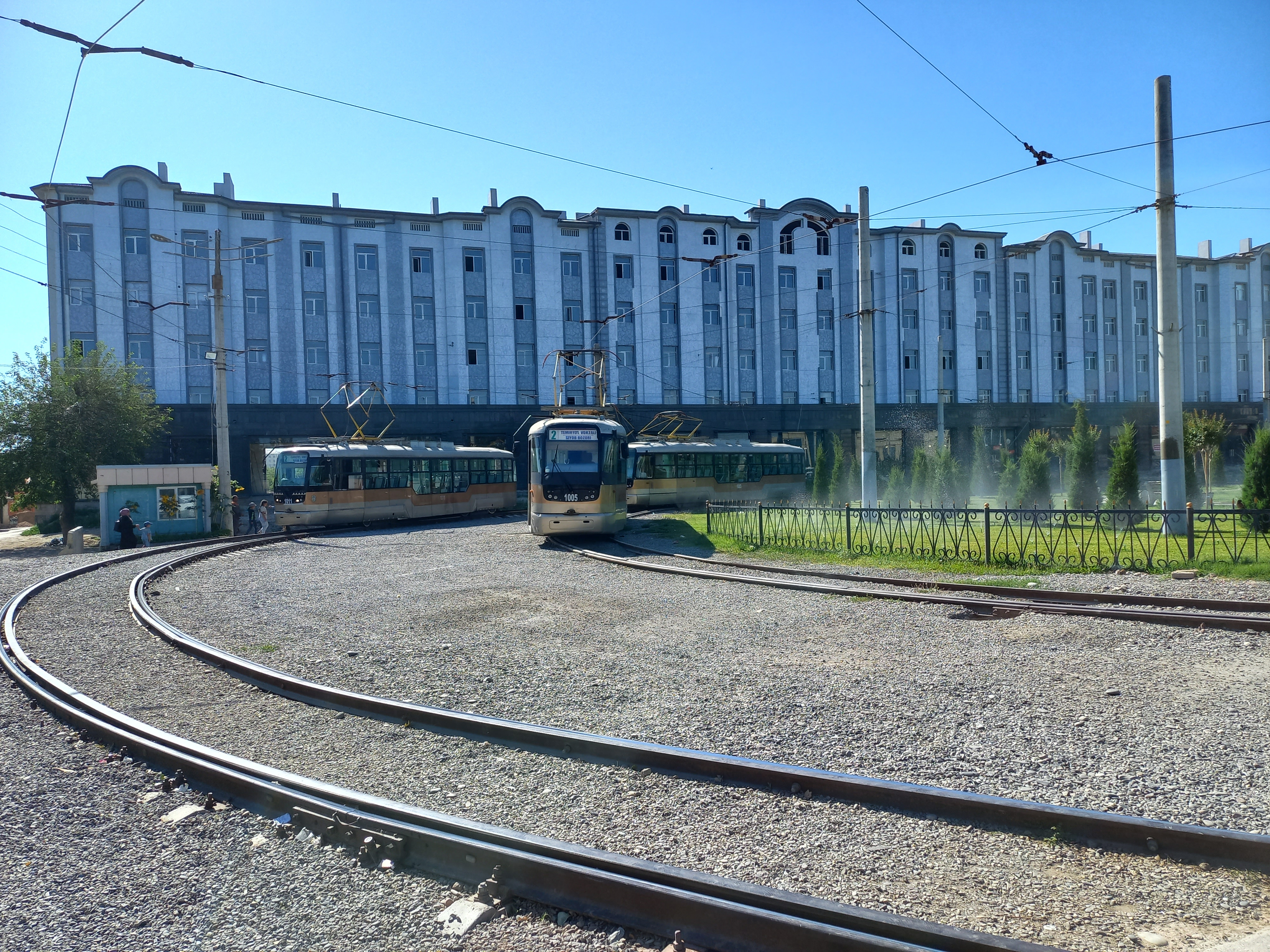
ループ線部

## 駅周辺
当駅はサマルカンド市街地の北西の端にあり、中心部のシヨブバザールやレギスタン広場へはトラム・バス・タクシーに乗り継ぐ必要がある。
- プリヴォクザリニ広場（Privokzal'nyy skver）
- 鉄道広場（Temiryo'l skveri）
- 鉄道市場（Temiry'ol bozori）
  - コルジンカ（ウズベク語版、ロシア語版）
- アグロ銀行（ウズベク語版） サマルカンド支店
- ジラート銀行（ウズベク語版、英語版）
- ラヤン・ホテル・サマルカンド（Rayyan Hotel Samarkand）

## 隣の駅
| ウズベキスタン鉄道                       | ウズベキスタン鉄道 | ウズベキスタン鉄道                                                      |
| ---------------------------------------- | ------------------ | ----------------------------------------------------------------------- |
| タシュケント駅 ダシュダバード駅 ジザフ駅 | アフラシヤブ号     | ナヴォイ駅 カルシ駅                                                     |
| ジザフ駅                                 | シャルク号         | ナヴォイ駅                                                              |
| ダシュダバード駅 ジザフ駅                | その他長距離列車   | ナヴォイ駅 ジアディン駅 カッタクルガン駅 3795km駅 カルシ駅 アイリトム駅 |
| サマルカンド市電1系統                    |                    |                                                                         |
| 起点駅                                   |                    | ベルニー電停 サルテパ・マッシビ方面                                     |
| サマルカンド市電2系統                    |                    |                                                                         |
| 起点駅                                   |                    | サオダット電停→ ←ルダロイ電停 シヨブバザール方面                        |